# Darren Sutherland
Darren John Sutherland (Dublin, 18 april 1982 – Bromley, 14 september 2009) was een Iers bokser. Hij nam eenmaal deel aan de Olympische Spelen en won bij de gelegenheid een medaille.
Hoewel hij in Dublin geboren werd, bracht hij zijn jeugd door in Ierland, Engeland en het Caribisch eiland Saint Vincent waar zijn vader geboren is. Hij begon met boksen op 15-jarige leeftijd en vestigde zich in Noord-Engeland. Voordat hij doorbrak kreeg hij heimwee en keerde terug naar Ierland waar hij afstudeerde in sportwetenschappen aan de Universiteit van Dublin.
Nadat hij in 2003 en 2004 de halve finale behaalde van de Ierse kampioenschappen brak hij in 2005 door en won verschillende grote toernooien in Rusland en Engeland. Op de wereldkampioenschappen werd hij verslagen door goudenmedaillewinnaar Matvey Korobov uit Rusland. In het jaar erop won hij de Ierse kampioenschappen.
Sutherland werd in 2007 en 2008 Europees amateurkampioen in het middengewicht. Zijn medaille aspiraties op de wereldkampioenschappen werden gestopt door Alfonso Blanco en eindigde hiermee bij de laatste zestien. In het middengewicht behaalde hij een bronzen medaille op de Olympische Zomerspelen 2008 in Peking.
Na de Olympische Spelen werd hij prof en bokste hij vier partijen die hij alle vier op knock-out won. Op 14 september 2009 werd hij dood aangetroffen door zijn manager. Hij had zelfmoord gepleegd door zichzelf op te hangen.
Sutherland had op dat moment een relatie met Hazel O'Sullivan.